# Индидженизм
Индидженизм (от англ. indigenous — местный, коренной) — направление современного изобразительного искусства, основанного на принципах защиты окружающей среды и использования местных материалов в качестве средства художественного выражения. Работы направления уделяют больше внимания эстетической стороне, вместо социокультурных тем, лежащих в основе многих литературных, театральных и других похожих произведений. Использование местных материалов также способствует распространению культуры и традиций родных места художника, особенно когда они приезжают из отдаленных районов. Из-за своей бедности основатель направления, филиппинский художник Элито Чирка, также известный как Амангпинтор, в 1978 году начал использовать волосы и кровь в качестве художественного средства. С тех пор индидженизм стал его фирменным стилем.

## Этимология и принципы
К индидженизму, в общем смысле, относят произведения искусства, который созданы из материалы, доступные непосредственно в районе его создания. Среди художников направления — те, кто имеет склонность к культурной и социальной изоляции и предпочитает традиционные формы. Термин «индидженизм» происходит от слова indigenous — «местный», «коренной», которым обозначены объекты, естественным образом встречающиеся в определенном месте или районе; в отношении людей оно обычно обозначает тех, кто живет в определенном месте или области (часто в отдаленных районах).
Термин «индидженизм» ввёл в обращение Элито Чирка, который с 1993 года возглавил направление, демонстрируя картины и представляя другим художникам свои творческие приёмы. Благодаря этому многие художники его города начали использовать при создании работ первичные сельскохозяйственные продукты, культивируемые в окрестностях. Принцип направления был в том, чтобы в других городах использовались легкодоступные материалы местного происхождения, что придавала бы индивидуальность работам из данного города.
Использование местных материалов одновременно решает проблему их нехватки из-за бедности. Создание кистей из волос, красок из экстрактов фруктов, овощей и деревьев позволяют избежать больших трат. Одновременно это способствует снижению потребления химических веществ, получаемых из ископаемых ресурсов и используемых при производстве красок и пластикового инструмента.
Слово также используется в значении, связанном к идеологиям коренных народами. При этом разные учёные и активисты могут вкладывать в него разный смысл, как исключительно описательный, так и с политической коннотацией. Также существует сходный термин индихенизм (исп. indigenismo), который Джордж Кублер впервые использовал в 1985 году для описания идеологического и стилистического течения латиноамериканского искусства XX века.

## Представители направления
Разные местности отличаются по обилию и разнообразию материалов, что заставляет жителей бедных территорий быть изобретательнее в поисках творческих средств. В конце XX века многие местные художники Филиппин нашли для себя уникальные материалы и стали частью индидженизма. Среди них — Марк Лоуренс Либунао (чеснок), Рамон Лопес (ржавчина), Джордан Манг-Осан (солнечная пирография), Мария Хидайа Вирай-Ньюингхам (рис), Арли Макапагал (лук), Данило Талпласидо (рисовая шелуха), Джером Икао (водоросли), Данте Энаге (кокосовое вино), Рей Лоренцо (кокосовое молоко и вино), Род Гаматан (плоды ареки), Патрик Паласи (кофе), Элла Иполито (кофе), Перси Деноло (грязь), Диана Грейс Ф. Маналастас (мусор), Джоджет Ламберто Мондарес (пластиковые пакеты), Ванг Од и другие художники.

### Комментарии
1. ↑  В английском языке для в художественном и идеологическом смысле используются разные слова: indigenouism и indigenism соответственно.